# Best of KMD
Best of KMD è una raccolta di pezzi dei KMD, contenente materiale dai due album del gruppo: Mr. Hood e Black Bastards.

## Tracce
1. "Mr. Hood Meets Onyx/Subroc's Mission"
2. "Who Me?"
3. "Trial & Error"
4. "Hard Wit No Hoe"
5. "Mr. Hood Gets A Haircut"
6. "808 Man"
7. "Humrush"
8. "Nitty Gritty" ft. Brand Nubian
9. "Peachfuzz"
10. "Preacher Porkchop"
11. "Garbage Day 3"
12. "What A Niggy Know?"
13. "Sweet Premium Wine"
14. "Smokin' That S**t"
15. "Contact Blitt"
16. "Gimme"
17. "Black Bastards"
18. "It Sounded Like A Roc"
19. "Plumskinzz (Oh No I Don't Believe It!)"
20. "Popcorn"
21. "Nitty Gritty (Remix)" ft. Brand Nubian & Busta Rhymes